# 河口湖町
河口湖町（かわぐちこまち）は、かつて山梨県南都留郡にあった町である。

## 地理
県南東、郡西端部に位置。中央部には隣接する足和田村、勝山村にもかかる河口湖があり、南岸や周辺に集落が展開する。町域の大部分は富士山裾野の原野など山林地帯であり、富士箱根伊豆国立公園に属する。北東部は三ツ峠山を境に西桂町と接し、北部は御坂山地を境に御坂町と芦川村に接し、西部は足和田村と勝山村に接し、南部は富士原野を境に鳴沢村、富士吉田市と接する。

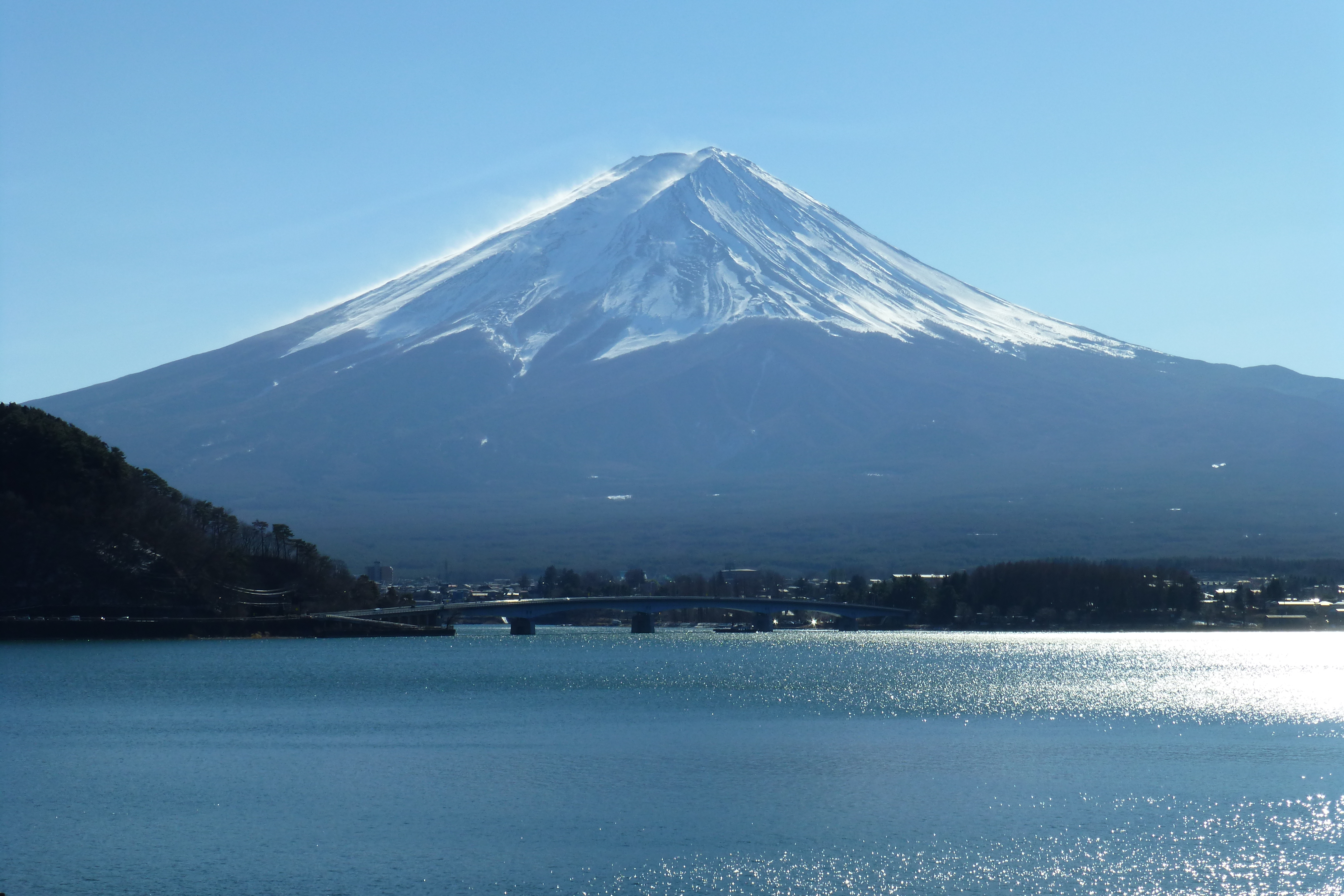
河口湖越しの富士山

## 歴史
町域では縄文時代からの遺跡が確認されているが、本格的な遺跡分布調査は行われておらず全貌は不明。河口湖中の鵜の島遺跡は縄文時代晩期から弥生時代早期に至る移行期の遺跡として知られている。
古代の律令制下では都留郡域に比定され、河口は一時八代郡域に含まれていた。古代甲斐国では東海道から甲斐国府へ至る古代官道の甲斐路（御坂路）が整備されていたが、船津から河口湖北岸にかけては官道の道筋に推定されており、『延喜式』では甲斐に三駅の設置が記載されているが、河口には川口駅が存在したと考えられている。貞観6年（864年）には富士山が噴火し（貞観噴火）、富士北麓でも被害を引き起こしているが、河口の河口浅間神社は噴火の翌貞観7年に甲斐国側での鎮祭のため創建されたものであると伝わっている。
平安時代に甲府盆地各地では荘園が成立し、郡内では桂川流域の波加利荘、富士北麓の大原荘が成立しているが、町域から足和田・勝山にかけての地域は大原荘に比定され、町域の「大原」は吉田に対する広域地域呼称であると考えられている。平安時代には河口の滝沢遺跡は甲斐路にも接する集落遺跡などがあり、墨書土器などの出土文字資料や甲斐型土器も出土している。
中世には鎌倉街道を通じて郡内地方へ日蓮や時宗二祖他阿真教らが往来し、町域にも妙法寺や常在寺など日蓮宗寺院が分布しており、信仰の拠点になっていたと考えられている。
船津口登山道は吉田口登山道と並ぶ富士の登拝拠点であり、中世後期から近世には計画的な短冊形地割に御師宿が並んぶ川口御師が栄え、船津と川口には関所が設けられた。川口御師は上吉田（富士吉田市）と並ぶ富士北麓の御師町であったが、近世には富士講の中心が上吉田へ移り衰微する。天然の流出口のない河口湖はしばしば満水し、『勝山記』によれば中世からしばしば湖岸に水害を及ぼしていたという。一方、東の新倉村（富士吉田市）は溶岩台地の広がる開拓困難な地域であったため、江戸時代には双方の問題を解決するため河口湖から新倉へ隧道を掘る新倉掘抜の計画が浮上し、谷村藩主秋元氏時代に開削が行われ、谷村代官支配の弘化〜文久、文久〜元治年間には村単独の普請事業として行われた改修工事によって完成した。
主用産業は入会地での山稼ぎのほか、養蚕や農閑期を利用した郡内織の生産など郡内地方の典型的なもので、隣接する相模国（神奈川県）方面へも行商に歩いた。
明治には入会地が官収され、明治44年には組合管理となる。近代にはジャガイモ、トウモロコシなどの畑作や、交通機関の発達後には観光業が主体となり、別荘地の経営やハーブ栽培も行われている。
1957年（昭和32年）7月9日、昭和天皇、香淳皇后が町内に行幸啓。県立富士国立公園博物館を視察。同博物館は梨本宮別邸跡地に造られたもの。

## 沿革
- 1956年（昭和31年）9月30日 - 南都留郡大石村・河口村・小立村・船津村が合併して河口湖町が発足。
- 2003年（平成15年）11月15日 - 南都留郡勝山村・足和田村と合併して富士河口湖町が発足。同日河口湖町廃止。

## 出身有名人
- 中村星湖（文学者）
- 井出竜也（元プロ野球選手）
- 梶原比出樹（イラストレーター）